# گونی‌سرای (امیرداغ)
گونی‌سرای (به ترکی استانبولی: Güneysaray) یک منطقهٔ مسکونی در ترکیه است که در امیرداغ واقع شده‌است.